# 싸집
《싸집》은 대한민국의 가수 싸이의 네 번째 앨범으로, 2006년 7월 24일 발매되었다. 타이틀곡은 〈연예인〉이었고, 앨범 발매에 앞선 4월에는 〈We Are The One〉이 무료 다운로드 형식으로 인터넷에 공개되기도 했다.

## 수록곡
| #            | 제목                                                            | 작사                               | 작곡                 | 편곡            | 재생 시간 |
| ------------ | --------------------------------------------------------------- | ---------------------------------- | -------------------- | --------------- | --------- |
| 1.           | 〈Alarm〉                                                       | 싸이                               | goorapa project      | goorapa project | 1:14      |
| 2.           | 〈인스턴트〉 (feat. 김태우)                                     |                                    | 싸이, 김준혁, 김태우 | 김준혁          | 3:32      |
| 3.           | 〈연예인〉                                                      | 싸이                               | 싸이, 유건형         |                 | 3:25      |
| 4.           | 〈어른〉 (feat. 조덕배)                                         | 싸이                               | 싸이                 | 싸이            | 3:46      |
| 5.           | 〈Jump〉 (feat. 이하늘)                                         | 싸이, 이하늘                       | 싸이                 | 싸이            | 3:04      |
| 6.           | 〈친구놈들아〉                                                  | 싸이                               | 싸이, 유건형         | 유건형          | 5:05      |
| 7.           | 〈아름다운 이별2〉 (feat. 이재훈)                               | 김창환, 싸이                       | 김형석, 싸이         | 유건형          | 4:06      |
| 8.           | 〈양아치〉                                                      | 싸이                               | 강진우               | 강진우          | 3:01      |
| 9.           | 〈애주가〉 (feat. 리쌍)                                         | 김준혁, 싸이, 개리                 | 김준혁, 김종익       | 김종익          | 3:28      |
| 10.          | 〈We Are The One〉                                              | 싸이                               | 유건형               | 유건형, 싸이    | 3:20      |
| 11.          | 〈죽은 시인의 사회〉 (feat. 다이나믹 듀오, 드렁큰 타이거, 타샤) | 싸이, 다이나믹 듀오, 드렁큰 타이거 | 개코                 | 개코            | 4:35      |
| 12.          | 〈노크〉 (feat. 아이비)                                         | 싸이                               | 고한종               | 고한종          | 5:34      |
| 13.          | 〈비오니까〉                                                    | 강진우                             | 강진우               | 강진우          | 4:47      |
| 14.          | 〈싸이코 파티〉                                                 | 싸이                               | 조PD                 | 조PD            | 3:27      |
| 총 재생 시간 | 총 재생 시간                                                    | 총 재생 시간                       | 총 재생 시간         | 총 재생 시간    | 50:26     |

- 〈아름다운 이별2〉는 가수 김건모의 3집 수록곡 〈아름다운 이별〉을 리메이크 했다.

## 참여
이 목록은 해당 앨범의 부클릿 〈staff〉목록에서 발췌하였다.
- 싸이 - 랩, 보컬, 건반(4), 코러스(6, 10, 13)

| 참여 음악인 - Sam Lee - 기타(2, 4, 5, 9) - 김태우 - 코러스(2) - 이동엽 - 드럼(3, 6, 10, 13) - 이경한 - 베이스 기타(3, 6, 7, 10, 13) - 김세황 - 전기 기타(3) - 유건형 - 건반(3, 7), 보코더(7) - 지현수 - 피아노(3) - 김종익 - 건반(4, 9, 13), 피아노(13) - 오영상 - 기타(6, 7, 10, 13) - TST - 브라스(6, 9) - 이상훈 - 드럼(9) - 전성식 - 콘트라베이스(9) - 김현아 - 코러스(9, 10) - 민영치 - 꽹과리, 장구(10) - 박천지 - 북, 징(10) - 문양숙 - 가야금(10) - 이석주 - 태평소(10) - 이태윤 - 베이스(12) | 스탭 - 싸이(YAMAZONE MUSIC) - 프로듀서, 이그제큐티브 프로듀서, 편곡, 디렉터 - 유건형 - CO 프로듀서, 편곡, 디렉터 - 김준혁, 길, 조PD, 개코, 강진우, 김종익 - 편곡 - 신해철 - 디렉터 - 고한종 - 편곡, 디렉터, 믹싱(1, 12) - 이강민, 이충주, 오성근, 구자훈, 박재현, 이경준, 곽은정 - 녹음 기술자 - 성지훈 - 믹싱(2~11, 13) - TOM COYNE(Sterling Sound) - 마스터링 - 벨벳 스튜디오, 루이 스튜디오, 베이 스튜디오, 오메가 스튜디오, 서울 스튜디오, 스튜디오 9 - 믹싱 스튜디오 - 방윤태, 황규완, 권혁훈(YAMAZONE MUSIC) - 매니저 - 양승원(YAMAZONE MUSIC) - 마케팅 - 함윤호(YAMAZONE MUSIC) - A&R - Style 1, Crazy - 안무 - BAMBOO - 스타일리스트 - 김현석(Media Square) - 자켓 디자인 |